# Vredenburgh (Alabama)
Vredenburgh é uma cidade  localizada no estado americano de Alabama, no Condado de Monroe.

## Demografia
Segundo o censo americano de 2000, a sua população era de 327 habitantes.
Em 2006, foi estimada uma população de 316, um decréscimo de 11 (-3.4%).

## Geografia
De acordo com o United States Census Bureau, a localidade tem uma área de 3,9 km², sem área coberta por água.

## Localidades na vizinhança
O diagrama seguinte representa as localidades num raio de 32 km ao redor de Vredenburgh.